# Surrey Heath
Surrey Heath är ett distrikt (motsvarande kommun) i grevskapet Surrey i England, Storbritannien. Distriktet har 91 237 invånare (2022). Större orter är Camberley och Frimley. 
Den västra, tättbebyggda, delen av distriktet saknar civil parishes. Den östra delen är inte lika tätbebyggd och där finns fyra civil parishes: Bisley, Chobham, West End, Surrey och Windlesham.